# Stacja postojowa

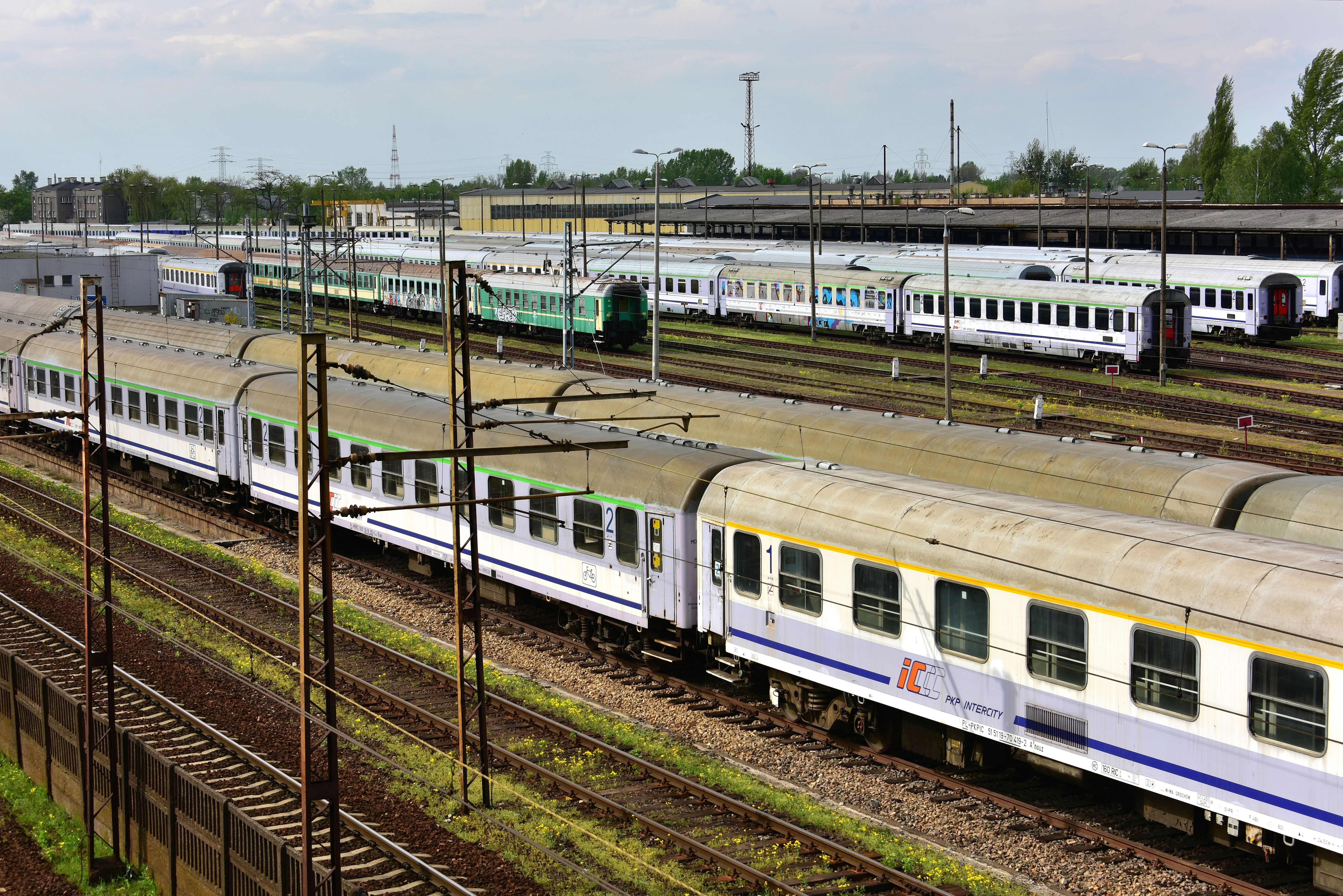
Tory odstawcze PKP Intercity na terenie stacji postojowej Warszawa Grochów

Stacja postojowa – obiekt infrastruktury kolejowej służący wyłącznie do postoju, czyszczenia, naprawy, zaopatrywania i formowania składów pociągów pasażerskich (w tym metra lub kolei miejskiej) na torach i w obiektach do tego przeznaczonych. Jest to kolejowy odpowiednik zajezdni (tramwajowej, trolejbusowej lub autobusowej).

## Lokalizacja
Specjalne stacje postojowe lub wyodrębnione w ramach pozostałych stacji kolejowych grupy torów postojowych zlokalizowane są w pobliżu stacji krańcowych pociągów pasażerskich. Odrębne stacje postojowe znajdują się często w ośrodkach stanowiących węzły kolejowe.
Stacje postojowe lokalizuje się w miarę możliwości na krańcach miast, niekiedy w odległości kilku kilometrów od obsługiwanej stacji krańcowej. Ma to związek z zajmowaniem przez stację postojową dużego terenu i zachowaniem możliwości rozbudowy.

## Układ
Układ torów stacji postojowej oraz rozmieszczenie obiektów i urządzeń uzależnione są od przyjętego na stacji procesu technologicznego obrządzania (obróbki) wagonów. Stacja może obejmować wagonownię.

## Zadania
Zasadniczym zadaniem stacji postojowej jest przyjęcie składu pociągu pasażerskiego po jego dotarciu do stacji końcowej i przygotowanie do obsługi kolejnego pociągu pasażerskiego.

### Zadania szczególne
Do zadań stacji postojowych należą w szczególności:
- oględziny techniczne przyjętych pociągów,
- mycie i czyszczenie wagonów oraz – w miarę potrzeb – przeprowadzanie dezynfekcji,
- naprawianie drobnych uszkodzeń,
- wyposażanie w wodę i środki higieniczne,
- ładowanie akumulatorów w wagonach,
- przeformowanie składów, planowo lub w razie potrzeb,
- przeprowadzanie próby hamulców w pociągu,
- uruchamianie ogrzewania w okresie zimy[7].

### Proces obróbki składów pasażerskich
Na stacjach i grupach postojowych składy pociągowe podlegają procesowi obróbki. W ramach procesu wykonuje się:
- przestawienie pociągu z torów peronowych na stację lub grupę postojową,
- wyłączenie ze składu wagonów, które muszą być odstawione na specjalnie wyznaczone punkty (np. wagony pocztowe),
- czyszczenie, mycie oraz wyposażanie wagonów niezbędne środki (wodę, gaz, środki sanitarne, pościel itp.),
- wyłączanie wagonów kierowanych do naprawy i włączanie w ich miejsce wagonów z rezerwy eksploatacyjnej,
- przestawienie w czasie ustalonym w planie przygotowanego składu pociągu ze stacji lub grupy postojowej na tor peronowy[4].

## Wyposażenie
Dla właściwego wypełniania zadań stacja postojowa powinna posiadać:
- tory przyjazdowe (przyjęciowe), na których dokonywane są oględziny,
- tory rozrządowe do zmiany składu wagonów w pociągu,
- tory z urządzeniami do mycia i czyszczenia wagonów, myjnie,
- tory odjazdowe, wyposażone opcjonalnie w urządzenia do zasilania ogrzewania[7].

Duże stacje postojowe posiadają sieć stałą sprężonego powietrza, umożliwiającą wykonanie próby hamulców bez użycia pojazdu trakcyjnego, a także obiekty dawnych samodzielnych wagonowni obsługujących wagony pasażerskie, z odpowiednim wyposażeniem i urządzeniami, które stały się częściami stacji postojowych.
Praca manewrowa na stacjach postojowych, związana z modyfikowaniem składów pociągowych (np. wymiany, zmiany kolejności wagonów) bywa prowadzona z wykorzystaniem lokomotyw manewrowych.

## Zagadnieniestacji macierzystej
Wagony pasażerskie używane przez przewoźników są przydzielane do inwentarza poszczególnych wagonowni, zwanych wagonowniami macierzystymi. Posiadają również przypisane miejsca postoju, zwane stacją macierzystą, którym bywa często stacja postojowa.

## Stacje postojowe w Polsce

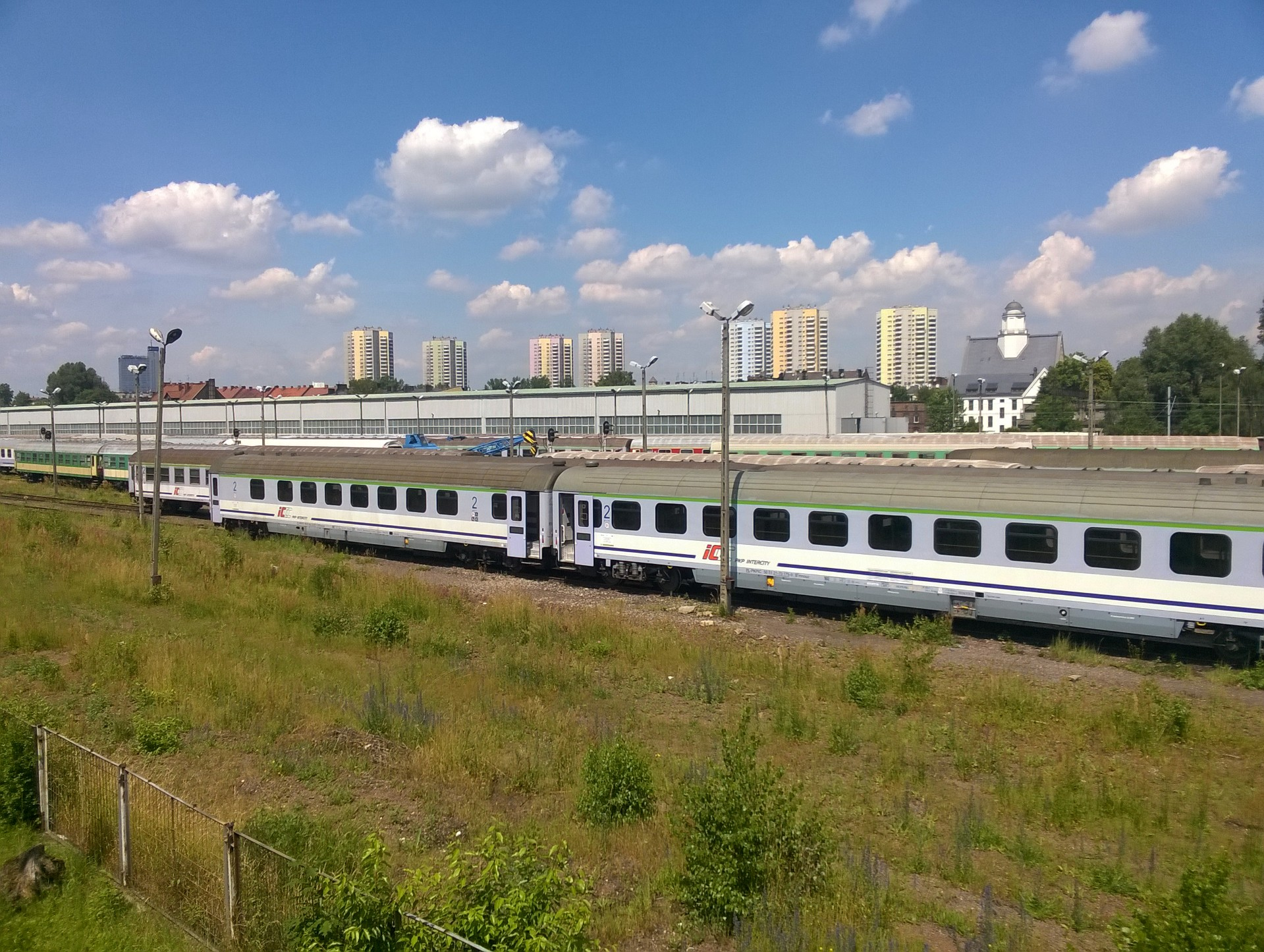
Wagony PKP Intercity na stacji postojowej w Katowicach

### PKP Intercity
PKP Intercity posiada stacje postojowe w następujących lokalizacjach:

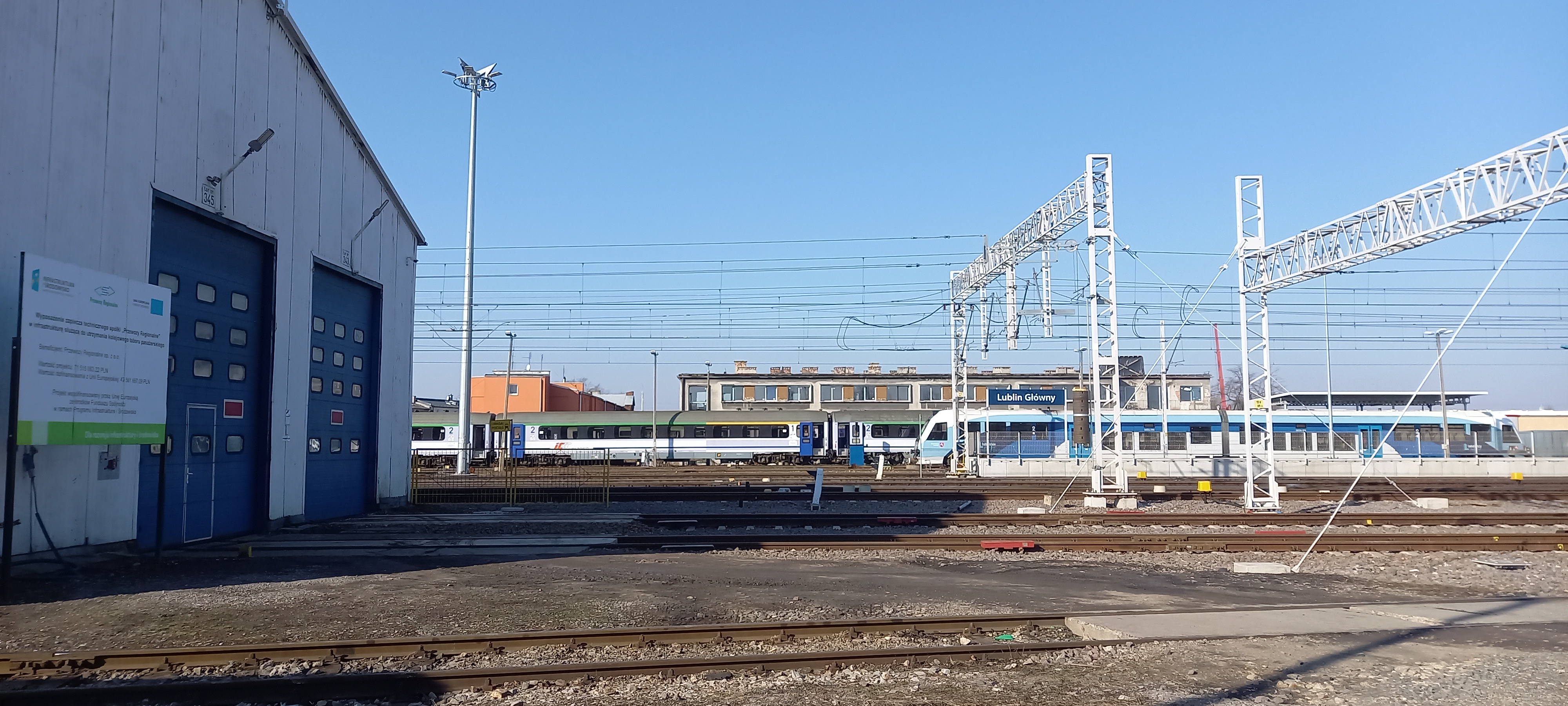
Część grupy postojowej stacji Lublin Główny, zdjęcie wykonane spod hali Polregio. Widoczny najdalej wysunięty peron 1 i 1a

- Białystok[10],
- Bydgoszcz[10],
- Gdynia Grabówek[10],
- Katowice[10],
- Kołobrzeg[10],
- Kraków KGZ[10],
- Kraków Prokocim[10],
- Część grupy postojowej stacji Lublin Główny, zdjęcie wykonane spod hali Polregio. Widoczny najdalej wysunięty peron 1 i 1aLublin Główny[10],
- Olsztyn[10],
- Poznań[10],
- Przemyśl Bakończyce[10],
- Szczecin Zaleskie Łęgi[10],
- Warszawa Grochów[10],
- Wrocław[10],
- Zakopane[10].